# Nigeria op de Olympische Zomerspelen 1984
Nigeria nam deel aan de Olympische Zomerspelen 1984 in Los Angeles, Verenigde Staten. Tijdens deze Spelen werden er twee medailles gewonnen, een zilveren in het boksen en een bronzen in atletiek.

## Medailleoverzicht
| Sport    | Olympiër                                                  | Onderdeel  | Medaille |
| -------- | --------------------------------------------------------- | ---------- | -------- |
| Boksen   | Peter Konyegwachie                                        | -57kg (m)  | Zilver   |
| Atletiek | Innocent Egbunike Rotimi Peters Moses Ugbisien Sunday Uti | 4x400m (m) | Brons    |

## Deelnemers en resultaten

### Atletiek
| Olympiër                                                                                   | Discipline             | Resultaat | Prestatie                                                                                              |
| ------------------------------------------------------------------------------------------ | ---------------------- | --------- | --- |
| Chidi Imoh                                                                                 | 100m (m)               | 17e       | serie 3: 2de in 10,39 kwartfinale 5: 5de in 10,42                                                      |
| Innocent Egbunike                                                                          | 400m (m)               | 7e        | serie 3: 1ste in 46,63 kwartfinale 2: 1ste in 45,26 halve finale 1: 1ste in 45,16 finale: 7de in 45,35 |
| Sunday Uti                                                                                 | 400m (m)               | 6e        | serie 10: 3de in 45,74 kwartfinale 3: 2de in 45,01 halve finale 2: 2de in 44,83 finale: 6de in 44,93   |
| Henry Amike                                                                                | 400m horden (m)        | 8e        | serie 5: 2de in 50,11 halve finale 2: 4de in 49,36 finale: 8ste in 53,78                               |
| Isiaq Adeyanju Eseme Ikpoto Samson Oyeledun Chidi Imoh Lawrence Adegbeingbe Timothy Arinze | 4x100m (m)             | 9e        | serie 2: 4de in 39,94 halve finale 2: 5de in 38,98                                                     |
| Innocent Egbunike Rotimi Peters Moses Ugbisien Sunday Uti                                  | 4x400m (m)             | Brons     | serie 4: 3de in 4.06,34 halve finale 2: 1ste in 3.02,22 finale: 3de in 2.59,32                         |
| Yusuf Alli                                                                                 | verspringen (m)        | 9e        | kwalificatie groep B: 4de met 7,82m finale: 9de met 7,78m                                              |
| Paul Emordi                                                                                | verspringen (m)        | DNS       | kwalificatie groep A: niet gestart                                                                     |
| Joshua Kio                                                                                 | verspringen (m)        | 12e       | kwalificatie groep B: 5de met 7,76m finale: 12de met 7,57m                                             |
| Ajayi Agbebaku                                                                             | hink-stap-springen (m) | 7e        | kwalificatie groep B: 1ste met 16,93m finale: 7de met 16,67m                                           |
| Paul Emordi                                                                                | hink-stap-springen (m) | 21e       | kwalificatie groep A: 11de met 15,88m                                                                  |
| Joseph Taiwo                                                                               | hink-stap-springen (m) | 9e        | kwalificatie groep B: 4de met 16,61m finale: 9de met 16,64m                                            |
|                                                                                            |                        |           | |
| Maria Usifo                                                                                | 100m horden (v)        | 12e       | serie 4: 2de in 13,54 halve finale 2: 6de in 13,52                                                     |
| Maria Usifo                                                                                | 400m horden (v)        | 16e       | serie 4: 2de in 57,78 halve finale 2: 8ste in 58,55                                                    |
| Ifeoma Mbanugo                                                                             | marathon (v)           | DNF       | niet gefinisht                                                                                         |

### Boksen
| Olympiër           | Discipline  | Resultaat | Prestatie |
| ------------------ | ----------- | --------- | --- |
| Joe Orewa          | -54kg (m)   | 9e        | 1ste ronde: vrij 2de ronde: W van THA Pongsri: knock-out 3de ronde: V van MEX López: 1-4                                                                                              |
| Peter Konyegwachie | -57kg (m)   | Zilver    | 1ste ronde: vrij 2de ronde: W van MAW Faki: 5-0 3de ronde: W van COL Zuñiga: 4-1 kwartfinale: W van UGA Lubulwa: 5-0 halve finale: W van TUR Aykaç: 5-0 finale: V van USA Taylor: 0-5 |
| Christopher Ossai  | -60kg (m)   | 9e        | 1ste ronde: W van BUR Latt: 5-0 2de ronde: W van DOM Beltre: scheidsrechterlijke beslissing 3de ronde: V van PHI Cantancio: 0-5                                                       |
| Charles Nwokolo    | -63,5kg (m) | 9e        | 1ste ronde: W van ZAM Chisala: 5-0 2de ronde: W van UGA Galiwango: 5-0 3de ronde: V van PUR Maysonet: 2-3                                                                             |
| Roland Omoruyi     | -67kg (m)   | 17e       | 1ste ronde: vrij 2de ronde: V van GRN Wilson: scheidsrechterlijke beslissing |
| Jerry Okorodudu    | -75kg (m)   | 5e        | 1ste ronde: W van FIN Lassanen: 5-0 2de ronde: W van IRL Corr: 4-1 kwartfinale: V van KOR Shin: 1-4                                                                                   |

### Gewichtheffen
| Olympiër          | Discipline  | Resultaat | Prestatie                                                        |
| ----------------- | ----------- | --------- | ---------------------------------------------------------------- |
| Lawrence Iquaibom | -60kg (m)   | 14e       | trekken: 16de met 107,5kg stoten: 15de met 130kg totaal: 237,5kg |
| Patrick Bassey    | -67,5kg (m) | 9e        | trekken: 7de met 132,5kg stoten: 8ste met 162,5kg totaal: 295kg  |
| Emmanuel Oshomah  | -90kg (m)   | 16e       | trekken: 16de met 147,5kg stoten: 16de met 180kg totaal: 327,5kg |
| Oliver Orok       | -100kg (m)  | DNF       | trekken: 1ste met 172,5kg stoten: geen geldige poging            |
| Ironbar Bassey    | +110kg (m)  | DNF       | trekken: 5de met 155kg stoten: geen geldige poging               |
| Batholomew Oluoma | +110kg (m)  | 5e        | trekken: 6de met 150kg stoten: 4de met 187,5kg totaal: 337,5kg   |

### Worstelen
| Olympiër       | Discipline  | Resultaat   | Prestatie |
| Vrije stijl    | Vrije stijl | Vrije stijl | Vrije stijl |
| -------------- | ----------- | ----------- | --- |
| Seidu Olawale  | -74kg (m)   | 13e         | groep B: 7de W van ARG Strático: 3,5-0,5 V van FRG Knosp: 0-4 V van IND Singh: 1-3                                                  |
| Kally Agogo    | -82kg (m)   | 13e         | groep B: 7de V van NZL Reinsfield: 1-3 V van GBR Kurpas: 1-3                                                                        |
| Macauley Appah | -74kg (m)   | 5e          | groep B: 3de W van MTN Diallo: 3-1 V van FRG Lukowski: 0-4 V van JPN Ota: 0-4 V van GBR Loban: 0-4 5-6de plek: W van TUR Temiz: 4-0 |

Algerije · Amerikaanse Maagdeneilanden · Andorra · Antigua en Barbuda · Argentinië · Australië · Bahama’s · Bahrein · Bangladesh · Barbados · België · Belize · Benin · Bermuda · Bhutan · Birma · Bolivia · Bondsrepubliek Duitsland · Botswana · Brazilië · Britse Maagdeneilanden · Canada · Centraal-Afrikaanse Republiek · Chili · China · Chinees Taipei · Colombia · Congo-Brazzaville · Costa Rica · Cyprus · Denemarken · Djibouti · Dominicaanse Republiek · Ecuador · Egypte · El Salvador · Equatoriaal-Guinea · Fiji · Filipijnen · Finland · Frankrijk · Gabon · Gambia · Ghana · Grenada · Griekenland · Groot-Brittannië · Guatemala · Guinee · Guyana · Haïti · Honduras · Hongkong · Ierland · IJsland · India · Indonesië · Irak · Israël · Italië · Ivoorkust · Jamaica · Japan · Joegoslavië · Jordanië · Kaaimaneilanden · Kameroen · Kenia · Koeweit · Lesotho · Libanon · Liberia · Liechtenstein · Luxemburg · Madagaskar · Malawi · Maleisië · Mali · Malta · Marokko · Mauritanië · Mauritius · Mexico · Monaco · Mozambique · Nederland · Nederlandse Antillen · Nepal · Nicaragua · Nieuw-Zeeland · Niger · Nigeria · Noord-Jemen · Noorwegen · Oeganda · Oman · Oostenrijk · Pakistan · Panama · Papoea-Nieuw-Guinea · Paraguay · Peru · Portugal · Puerto Rico · Qatar · Roemenië · Rwanda · Salomonseilanden · Samoa · San Marino · Saoedi-Arabië · Senegal · Seychellen · Sierra Leone · Singapore · Soedan · Somalië · Spanje · Sri Lanka · Suriname · Swaziland · Syrië · Tanzania · Thailand · Togo · Tonga · Trinidad en Tobago · Tsjaad · Tunesië · Turkije · Uruguay · Venezuela · Verenigde Arabische Emiraten · Verenigde Staten · Zaïre · Zambia · Zimbabwe · Zuid-Korea · Zweden · Zwitserland